# Dasysyrphus junghansi
Dasysyrphus junghansi är en tvåvingeart som först beskrevs av Lange 1909.  Dasysyrphus junghansi ingår i släktet skogsblomflugor, och familjen blomflugor.
Artens utbredningsområde är Tyskland. Inga underarter finns listade i Catalogue of Life.